# Dichaetophora ogasawarensis
Dichaetophora ogasawarensis är en tvåvingeart som först beskrevs av Masanori Joseph Toda 1987.  Dichaetophora ogasawarensis ingår i släktet Dichaetophora och familjen daggflugor. Inga underarter finns listade i Catalogue of Life.